# Homo viator
El homo viator (en latín: "hombre viajero", "hombre de paso por la tierra" o "peregrino") es un antiguo tópico literario de la literatura pagana y cristiana, que contemplaba la vida desde el nacimiento hasta la muerte como un peligroso y accidentado viaje de aprendizaje que terminaba en la madurez (novela de aprendizaje, o bildungsroman), en el autoconocimiento o en la sabiduría, o, en el caso cristiano, en el perdón y en la Gloria ultraterrena, y más raramente, como en el caso de algunas obras de Shakespeare, en la nada.
La Odisea de Homero es ya un viaje iniciático, como lo son en general muchas epopeyas antiguas, ya que sus temas son siempre guerras o viajes peligrosos. Pero este viaje puede ser de varios tipos:
- Un viaje determinado por un concepto dirigido o determinista de la vida: el camino ya existe prefijado y no depende del homo viator, quien se limita a recorrer un camino ya construido por Dios o un demiurgo. Es el caso de la Divina Commedia de Dante Alighieri, o de El señor de los anillos de J. R. R. Tolkien.
- Un viaje indeterminado, que borra sus propias huellas, en el que la libertad existe llena de opciones y en el que el camino se identifica con la propia conciencia, como en Antonio Machado: Caminante, son tus huellas / el camino y nada más; /caminante, no hay camino, / se hace camino al andar,[2] o con la propia experiencia, como en Ítaca de Constantino Cavafis o en Peregrino de Luis Cernuda.

En la Edad Media son frecuentes los caminos identificados como peregrinaciones ascéticas de purificación, sobre todo cuando el mundo cristiano se moviliza en el siglo XII con las Cruzadas y las órdenes militares; lo meta no era llegar a Jerusalén, sino llegar a uno mismo, a la paciencia y la humildad necesarias para alcanzar la otra vida. En este viaje está presente la conciencia de fugacidad del tiempo (tempus fugit) y la endeblez del hombre como pecador (miseria hominis), tópicos con los que suele andar. En los más instruidos, incluso se divide la vía terrena del hombre en etapas del nacimiento a la muerte. Seis en Diego García de Campos, canciller de la corte castellana de Alfonso VIII; cuatro en Dante Alighieri; o, con menor rigor sistematizador, en Francesco Petrarca. Shakespeare, por su parte, imagina no solo seis, sino siete, la última de decadencia: 
El mundo es un gran teatro, / y los hombres y mujeres son actores. / Todos hacen sus entradas y sus mutis / y diversos papeles en su vida. / Los actos, siete edades. Primero, la criatura, / hipando y vomitando en brazos de su ama. / Después, el chiquillo quejumbroso que, a desgano, / con cartera y radiante cara matinal, / cual caracol se arrastra hacia la escuela. / Después, el amante, suspirando como un horno / y componiendo baladas dolientes / a la ceja de su amada. Y el soldado, / con bigotes de felino y pasmosos juramentos, / celoso de su honra, vehemente y peleón, / buscando la burbuja de la fama / hasta en la boca del cañón. Y el juez, / que, con su oronda panza llena de capones, / ojos graves y barba recortada, / sabios aforismos y citas consabidas, / hace su papel. La sexta edad nos trae / al viejo enflaquecido en zapatillas, / lentes en las napias y bolsa al costado; / con calzas juveniles bien guardadas, anchísimas / para tan huesudas zancas; y su gran voz / varonil, que vuelve a sonar aniñada, / le pita y silba al hablar. La escena final / de tan singular y variada historia / es la segunda niñez y el olvido total, / sin dientes, sin ojos, sin gusto, sin nada (W. Shakespeare, Como gustéis, acto II, escena 8.ª)
Son muy conocidos ejemplos del tópico los versos de Jorge Manrique:
Este mundo es el camino / para el otro, que es morada / sin pesar; / mas cumple tener buen tino / para andar esta jornada / sin errar. / Partimos cuando nacemos, / andamos mientras vivimos / y llegamos / al tiempo que fenecemos; / así que cuando morimos / descansamos (J. Manrique, Coplas a la muerte de padre, V)
El concepto del homo viator está muy presente en la obra de Fernando Sánchez Dragó.